# Engels in Nederland
Dit artikel behandelt het gebruik en de status van het Engels in Nederland. Volgens onderzoek wordt Engels door tussen de 90% en de 93% van de Nederlandse bevolking als tweede taal gesproken. Engels is daarmee de meest gesproken tweede taal in Nederland. Voorts is Engels de officiële bestuurstaal op de eilanden Sint Eustatius en Saba. Ook in Amsterdam heeft het Engels een officiële status, maar hier wordt het niet als bestuurstaal gebruikt. Het is bovendien de officiële taal van het land Sint Maarten, dat net als Nederland onderdeel uitmaakt van het Koninkrijk der Nederlanden.
Engels wordt al sinds lange tijd in Nederland gesproken. Al aan het begin van de zeventiende eeuw werd de Engelstalige Gereformeerde Kerk in Amsterdam opgericht. Vandaag de dag wordt aangenomen dat de kennis van de Engelse taal in Nederland zo hoog is dankzij de vele internationale betrekkingen en het feit dat Engelstalige programma's op de Nederlandse televisie niet in het Nederlands worden nagesynchroniseerd, maar worden ondertiteld. Daarnaast wordt Engels al vanaf het basisonderwijs onderwezen en zijn er ook steeds meer scholen die tweetalig onderwijs aanbieden.